# Stracena striata
Stracena striata är en fjärilsart som beskrevs av Schultze 1934. Stracena striata ingår i släktet Stracena och familjen tofsspinnare. Inga underarter finns listade i Catalogue of Life.